# Luis Francisco Ladaria Ferrer
Luis Francisco Ladaria Ferrer (Manacor, 19 aprile 1944) è un cardinale e arcivescovo cattolico spagnolo, dal 1º luglio 2023 prefetto emerito del Dicastero per la dottrina della fede e presidente emerito della Pontificia commissione biblica e della Commissione teologica internazionale.

## Biografia
Luis Francisco Ladaria Ferrer è nato a Manacor, nella diocesi di Maiorca, il 19 aprile 1944.

### Formazione e ministero sacerdotale
Ha frequentato il liceo presso il Collegio "Nuestra Señora de Montesión" di Palma di Maiorca. Ha studiato poi giurisprudenza all'Università Complutense di Madrid e si è laureato nel 1966.
Poco dopo, il 17 ottobre 1966, è entrato nella Compagnia di Gesù. Ha frequentato la Pontificia Università di Comillas a Madrid e la Facoltà di filosofia e teologia "Sankt Georgen" di Francoforte sul Meno.
È stato ordinato presbitero il 29 luglio 1975.
Nel 1975 ha conseguito il dottorato in teologia presso la Pontificia Università Gregoriana con una tesi dal titolo "Lo Spirito Santo in Sant'Ilario di Poitiers". È poi diventato professore di teologia dogmatica presso la Pontificia Università di Comillas a Madrid. Dal 1984 è stato ordinario della stessa disciplina presso la Pontificia Università Gregoriana di Roma della quale è stato vice rettore dal 1986 e 1994.
Papa Giovanni Paolo II lo ha nominato membro della Commissione teologica internazionale nel 1992 e consultore della Congregazione per la dottrina della fede nel 1995. Il 6 marzo 2004 è stato nominato segretario generale della Commissione teologica internazionale. Dal 2006 la commissione è stata impegnata nella valutazione del concetto di limbo. Ha poi concluso che ci sono modi più appropriati per affrontare la questione del destino dei bambini morti prima del battesimo e, per questi bambini, non si può escludere la speranza della salvezza.

### Ministero episcopale e cardinalato
Il 9 luglio 2008 papa Benedetto XVI lo nomina arcivescovo titolare di Tibica e segretario della Congregazione per la dottrina della fede. È succeduto ad Angelo Amato, nominato prefetto della Congregazione per le cause dei santi. Ha ricevuto l'ordinazione episcopale, con il vescovo Ambrogio Spreafico, il 26 luglio successivo nella basilica di San Giovanni in Laterano dal cardinale segretario di Stato Tarcisio Bertone, coconsacranti il cardinale William Joseph Levada, prefetto del dicastero, ed il vescovo di Terni-Narni-Amelia Vincenzo Paglia.
Il 13 novembre 2008 è stato nominato consultore della Congregazione per i vescovi e il 31 gennaio 2009 consultore del Pontificio consiglio per la promozione dell'unità dei cristiani. Il 22 aprile 2009 gli succeduto come segretario della Commissione teologica internazionale padre Charles Morerod. Il 5 gennaio 2011 è stato nominato consultore del Pontificio consiglio della pastorale per gli operatori sanitari.
Ladaria è considerato teologicamente conservatore ed è favorevole alla preservazione delle tradizioni e dei simboli della Chiesa. Ha anche un debole per la patrologia e per la cristologia. Il teologo José María Iraburu lo ha però accusato in un articolo di aver definito il peccato originale in modo tutt'altro che ortodosso. Fa parte della commissione di studio formata da esperti della Pontificia commissione "Ecclesia Dei" e della Fraternità sacerdotale San Pio X che ha lo scopo di esaminare le difficoltà dottrinali che ancora sussistono tra la Fraternità e la Sede Apostolica e che ha iniziato i suoi lavori il 26 ottobre 2009.
Il 19 maggio 2014 ha conseguito una laurea honoris causa dalla Pontificia Università di Salamanca. Il 2 ottobre dello stesso anno, in occasione della presentazione del suo libro "La unción de la gloria: en el Espíritu, por Cristo, al Padre", ha ricevuto una seconda laurea honoris causa dalla Pontificia Università di Comillas a Madrid.
Dal 2 agosto 2016 al giugno 2018 è stato presidente della Commissione di studio sul diaconato delle donne.
Il 1º luglio 2017 papa Francesco lo ha nominato prefetto della Congregazione per la dottrina della fede e, in quanto tale, presidente della Pontificia commissione "Ecclesia Dei", della Pontificia commissione biblica e della Commissione teologica internazionale. È succeduto al cardinale Gerhard Ludwig Müller, dopo la conclusione del mandato quinquennale.
L'11 gennaio 2018 è stato nominato membro del Pontificio consiglio per la promozione dell'unità dei cristiani.
Il 20 maggio 2018, al termine del Regina Cœli, papa Francesco ha annunciato la sua creazione a cardinale nel concistoro del 28 giugno.
Nelle sue funzioni di prefetto della Congregazione per la dottrina della fede ha fatto emanare alcuni documenti volti a precisare la posizione della Chiesa cattolica su varie tematiche, alcuni significativi che hanno generato attenzione mediatica ad esempio sono:
- Il documento del 29 maggio 2018 dal titolo: A proposito di alcuni dubbi circa il carattere definitivo della dottrina di Ordinatio Sacerdotalis in cui ribadisce il carattere definitivo dell'impossibilità di far accedere le donne ai ministeri ordinati.[8]
- Il responsum del 15 marzo 2021 in cui in merito al dibattito sulla possibilità di benedire le unioni omosessuali da parte di ministri cattolici si risponde negativamente.[9]
- La lettera del 30 marzo 2020 a fra René Stockman, superiore generale dei Fratelli della Carità, in cui, nel ribadire la tradizionale posizione della Chiesa circa l'illiceità dell'eutanasia e del suicidio assistito, si informa fra Stockman che agli ospedali psichiatrici gestiti dal ramo belga della Congregazione verrà tolta la qualifica di "ospedali cattolici" in quanto negli stessi era stato deciso di offrire la possibilità di accedere a servizi eutanasici per i pazienti.[10]
- Il vademecum pubblicato il 16 luglio 2020 e l'aggiornamento del 5 giugno 2022 in cui si precisano dettagliatamente i passi da compiere in caso di segnalazione di comportamenti inappropriati o di presunti abusi sessuali da parte di membri del clero.[11][12]

Da segnalare poi la lettera del 2018 del cardinale indirizzata al presidente della Conferenza episcopale tedesca, il cardinale Reinhard Marx, e ad altri presuli della medesima conferenza in merito alla questione della intercomunione tra cattolici e protestanti. In questo documento il cardinale sottolineava come questo tema fosse non una questione tedesca ma che attenesse alla Chiesa universale e come tale andava trattato. Ladaria definitiva "non maturo" il testo preparato dai vescovi tedeschi e ribadiva la tradizionale posizione sul tema ovvero che è possibile amministrare i sacramenti ai cristiani non cattolici solo se vi sia pericolo di morte o qualora, a giudizio del vescovo diocesano o della Conferenza episcopale, urgesse altra grave necessità purché il fedele sia ben disposto.
Il 1º luglio 2023 papa Francesco ha accolto la sua rinuncia, presentata per raggiunti limiti di età; gli è succeduto Víctor Manuel Fernández, fino ad allora arcivescovo metropolita di La Plata.
Il 19 aprile 2024 ha compiuto ottant'anni e, in base a quanto disposto dal motu proprio Ingravescentem Aetatem di papa Paolo VI del 1970, è uscito dal novero dei cardinali elettori ed è decaduto da tutti gli incarichi ricoperti nella Curia romana.

## Araldica
| Stemma | Blasonatura |
| ------ | --- |
|        | Di porpora, al sole raggiante e fiammeggiante d'argento caricato dalle lettere IHS, di cui la lettera H sormontata da una croce, il tutto d'oro, e dai tre chiodi della Passione di nero posti in punta (emblema dei gesuiti); accompagnato in punta da una chiave posta in sbarra affiancata da 2 stelle a cinque punte d'oro, una a destra e una a sinistra, il tutto d'oro. |

## Opere

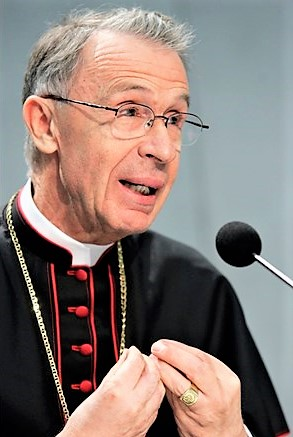
Ladaria Ferrer durante una conferenza il 25 gennaio 2018

- (ES) Ad tuendam fidem: consideraciones teológicas, Ediciones Universidad San Dámaso, 2009, ISBN 978-84-96318-74-8.
- (ES) Antropología teológica, Universidad Pontificia Comillas, 1983, ISBN 978-84-85281-44-2.
- Antropologia teologica, Casale Monferrato, Edizioni Piemme, 1995, ISBN 88-384-2339-3.
- (ES) Diccionario de San Hilario de Poitiers, Monte Carmelo, 2006, ISBN 978-84-7239-537-4.
- (ES) El Dios vivo y verdadero: el misterio de la Trinidad, Secretariado Trinitario, 1998, ISBN 978-84-88643-40-7.
- (ES) La esperanza de salvación para los niños que mueren sin bautismo, Biblioteca Autores Cristianos, 2007, ISBN 978-84-7914-909-3.
- (ES) El Espíritu en Clemente Alejandrino: estudio teológico-antropológico, Universidad Pontificia Comillas, 1980, ISBN 978-84-85281-24-4.
- (ES) El Espíritu Santo en San Hilario de Poitiers, Apostolado de la Prensa, 1977, ISBN 978-84-213-0151-7.
- (ES) El hombre en la creación, Biblioteca Autores Cristianos, 2012, ISBN 978-84-220-1581-9.
- (ES) El hombre en la creación, Biblioteca Autores Cristianos, 2013, ISBN 978-84-220-1379-2.
- (ES) Introducción a la antropología teológica, Editorial Verbo Divino, 2010, ISBN 978-84-7151-930-6.
- (ES) Jesucristo, salvación de todos, San Pablo, Editorial, 2007, ISBN 978-84-285-3130-6.
- (ES) Jesucristo, salvación de todos, Universidad Pontificia Comillas, 2007, ISBN 978-84-8468-207-3.
- (ES) Jesús y el Espíritu: la unción, Monte Carmelo, 2013, ISBN 978-84-8353-550-9.
- (ES) Teología del pecado original y de la gracia: antropología teológica especial, Biblioteca Autores Cristianos, 2012, ISBN 978-84-7914-582-8.
- (ES) Teología del pecado original y de la gracia, Biblioteca Autores Cristianos, 1996, ISBN 978-84-7914-106-6.
- (ES) La Trinidad, misterio de comunión, Secretariado Trinitario, 2002, ISBN 978-84-88643-79-7.
- (ES) Comentario al evangelio de San Mateo. Hilario de Poitiers, Biblioteca Autores Cristianos, 2010, ISBN 978-84-220-1487-4.
- (ES) La unción de la Gloria: en el Espíritu, por Cristo, al Padre. Homenaje a Mons. Luis F. Ladaria, Biblioteca Autores Cristianos, 2014, ISBN 978-84-220-1723-3.

## Genealogia episcopale e successione apostolica
La genealogia episcopale è:
- Cardinale Scipione Rebiba
- Cardinale Giulio Antonio Santori
- Cardinale Girolamo Bernerio, O.P.
- Arcivescovo Galeazzo Sanvitale
- Cardinale Ludovico Ludovisi
- Cardinale Luigi Caetani
- Cardinale Ulderico Carpegna
- Cardinale Paluzzo Paluzzi Altieri degli Albertoni
- Papa Benedetto XIII
- Papa Benedetto XIV
- Cardinale Enrico Enriquez
- Arcivescovo Manuel Quintano Bonifaz
- Cardinale Buenaventura Córdoba Espinosa de la Cerda
- Cardinale Giuseppe Maria Doria Pamphilj
- Papa Pio VIII
- Papa Pio IX
- Cardinale Gustav Adolf von Hohenlohe-Schillingsfürst
- Arcivescovo Salvatore Magnasco
- Cardinale Gaetano Alimonda
- Cardinale Agostino Richelmy
- Vescovo Giuseppe Castelli
- Vescovo Gaudenzio Binaschi
- Arcivescovo Albino Mensa
- Cardinale Tarcisio Bertone, S.D.B.
- Cardinale Luis Francisco Ladaria Ferrer, S.I.

La successione apostolica è:
- Vescovo Xavier Novell Gomá (2010)